# Congrégations religieuses féminines au Canada
Ceci est une liste des congrégations religieuses féminines au Canada. Ces congrégations sont regroupées autour de la conférence religieuse canadienne.
- Antoniennes de Marie
- Antonine (Sœurs - cong. Maronite)
- Assomption de la Sainte-Vierge (Sœurs de l')
- Augustines de la Miséricorde de Jésus (Sœurs)
- Bénédictines (Moniales)
- Bon-Pasteur de Québec (Sœurs du)
- Carmélites
- Carmélites Missionnaires
- Charité de l'Immaculée Conception (Sœurs de la)
- Charité de Montréal (Sœurs grises)
- Charité de Notre-Dame d'Évron (Sœurs de)
- Charité de Québec (Sœurs de la)
- Charité de Sainte-Marie (Sœurs de)
- Charité de Saint-Hyacinthe (Sœurs de)
- Charité de Saint-Louis (Sœurs de)
- Charité de St-Vincent-de-Pau (Halifax-Sœurs de)
- Charité d'Ottawa (Sœurs de la)
- Cisterciennes
- Cisterciennes (Trappistines)
- Clarisses
- Congrégation de Notre-Dame
- Congrégation Romaine de St-Dominique
- Disciples du Divin Maître (Sœurs)
- Domano de Marie Immaculée (Sœurs)
- Dominicaines de la Trinité
- Dominicaines de Ste-Catherine de Sienne
- Dominicaines des Sts-Anges
- Dominicaines Missionnaires Adoratrices (Sœurs)
- Gardiens Dominicaines Missionnaires
- Adoratrices Enfant-Jésus de Chauffailles (Sœurs de l')
- Fidèles Compagnes de Jésus, Filles de Jésus
- Filles de la Charité de St-Vincent de Paul
- Filles de la Charité du Sacré-Cœur de Jésus
- Filles de la Croix
- Filles de la Providence
- Filles de la Sagesse
- Filles de Marie-Auxiliatrice (Sœurs Salésiennes)
- Filles de Marie-de-l'Assomption
- Filles de Saint-Paul
- Filles de Ste-Marie de la Présentation
- Filles de Ste-Marie de Leuca
- Filles du Cœur de Marie (Société des)
- Filles Réparatrices du Divin-Cœur
- Franciscaines de Sainte-Elisabeth
- Franciscaines missionnaires de l'Immaculée-Conception
- Franciscaines missionnaires de Marie Franciscan
- Sisters of the Atonement
- Hospitalières de Saint-Joseph
- Immaculée (Sœurs de l')
- Immaculée Conception de la bienheureuse Vierge Marie (Sœurs de - Cong.Lithuénienne)
- Institut de la Ste-Vierge Marie-Sœurs de Loretto
- Institut Jeanne d'Arc
- Jésus-Marie (Religieuses de)
- Marianites de Sainte-Croix
- Marie-Réparatrice (Société de)
- Maristes (Sœurs) Miséricorde (Sœurs de)
- Miséricorde de Terre-Neuve (Sœurs)
- Mission Service (Sœurs de)
- Missionnaires de l'Immaculée Conception
- Missionnaires de Notre-Dame d'Afrique
- Missionnaires de Notre-Dame des Anges
- Missionnaires du Christ-Roi
- Missionnaires du Précieux-Sang (Sœurs)
- Missionnaires du Saint-Esprit (Spiritaines)
- Missionnaires Notre-Dame des Apôtres
- Missionnaires Oblates du Sacré-Cœur et de Marie Immaculée (Sœurs)
- Missions africaines (Société des)
- Moniales
- Moniales RédemptoristinesOSSR
- Dominicaines de Notre-Dame-de-Sion (Cong. de)
- Notre-Dame Auxiliatrice (Sœurs de)
- Notre-Dame d'Auvergne (Sœurs de)
- Notre-Dame de Charité du Bon-Pasteur (Sœurs de)
- Notre-Dame de la Charité (Sœurs)
- Notre-Dame de la Charité (Union Nord-Américaine) N
- Notre-Dame de la Croix (Sœurs de)
- Notre-Dame de la Croix (Sœurs de)
- Notre-Dame des Missions (Religieuses de)
- Notre-Dame du Bon-Conseil (Sœurs de)
- Notre-Dame du Bon-Conseil de Montréal (Sœurs de)
- Sœurs de Notre Dame du Perpétuel Secours de Québec
- Sœurs de Notre Dame du Sacré Cœur
- Notre-Dame du Saint-Rosaire (Sœurs de)
- Oblates de Béthanie
- Oblates du Saint-Esprit (Sœurs)
- Oblates franciscaines de Saint-Joseph
- Our Lady's Missionnairies
- Petites Filles de Saint-François
- Petites Filles de Saint-Joseph
- Petites Franciscaines de Marie
- Petites Missionnaires de St-Joseph
- Petites Sœurs de Jésus
- Petites Sœurs de la Sainte-Famille
- Petites Sœurs de l'Assomption
- Précieux Sang (Religieuses du)
- Précieux-Sang (Religieuses Adoratrices du)
- Présentation (Sœurs de la)
- Présentation de Marie (Sœurs de la)
- Providence (Sœurs de la Charité de la)
- Providence de Saint Vincent de Paul (Sœurs)
- Recluses Missionnaires(Sœurs)
- Sacré-Cœur de Jésus (Sœurs du)
- Sacré-Cœur du Verbe Incarné (Sœurs du)
- Sacré-Cœur-de-Jésus (Religieuses du)
- Sacrés-Cœurs de Jésus et de Marie (Sœurs des)
- Sacrés-Cœurs et de l'Adoration Perp. (Sœurs des)
- Sainte-Chrétienne (Sœurs de)
- Sainte-Croix (Sœurs de)
- Sainte-Élisabeth (Sœurs Franciscaines de)
- Sainte-Famille de Bordeaux (Sœurs de)
- Sainte-Jeanne d'Arc (Sœurs de)
- Sainte-Marcelline (Sœurs de)
- Sainte-Marie de Namur (Sœurs de)
- Sainte-Marthe (Sœurs de - Nouvelle-Écosse)
- Sainte-Marthe (Sœurs de - Ile du Prince Édouard)
- Sainte-Marthe de St-Hyacinthe (Institut Sœurs)
- Saint-François d'Assise (Sœurs de)
- Saint-Joseph de Cluny (Congrégation de)
- Saint-Joseph de London (Sœurs de)
- Saint-Joseph de Pembroke (Sœurs de)
- Saint-Joseph de Peterborough (Sœurs de)
- Saint-Joseph de Saint-Vallier (Sœurs de)
- Saint-Joseph de Sault Ste-Marie (Sœurs de)
- Saint-Joseph de St-Hyacinthe (Sœurs de)
- Saint-Joseph de Toronto (Sœurs de)
- Saint-Joseph d'Hamilton (Sœurs de)
- Saint-Paul de Chartres (Sœurs de)
- Saints-Apôtres (Société Sœurs des)
- Saints-Cœurs de Jésus-Marie (Sœurs des)
- Saints-Noms de Jésus et de Marie (Sœurs des)
- Sauveur (Sœurs du)
- School Sisters of Notre Dame
- Servantes de Jésus-Marie
- Servantes de Marie Immaculée (Sœurs)
- Servantes de Notre-Dame Reine du Clergé (Sœurs)
- Servantes du Saint Cœur de Marie (Sœurs)
- Servantes du Très-Saint-Sacrement
- Servites de Marie
- Sisters Announcers of the Lord
- Sisters of Mission
- Sisters of Service
- Sisters of Social Service
- [Sœurs de l'Enfant-Jésus de Chauffailles de Rivière-du-Loup http://www.soeursdelenfantjesus.com]
- Sœurs de Sainte-Anne
- Sœurs féliciennes
- Sœurs Grises de l'Immaculée Conception Trinitaires (Sœurs)
- Ursulines de Bruno (Sœurs)
- Ursulines de Chatham
- Ursulines de Jésus
- Ursulines de l'Union Canadienne
- Ursulines de Prelate (Sœurs)
- Ursulines de Tildonk (Sœurs)
- Ursulines du Cœur Agonisant de Jésus (Sœurs)